# Мікроскопія

Оптичний мікроскоп:
A — Окуляр ;
B — Об'єктив;
C — Препарат;
D — Конденсор;
E — Столик мікроскопа;
F — Дзеркало;

Мікроскопі́я (англ. microscopy, нім. Mikroskopie f) — сукупність методів застосування мікроскопів різної конструкції та різноманітних принципів роботи і способи виготовлення мікроскопічних препаратів.

## Застосування
Сфери застосування мікроскопів:
- Контроль якості виготовленої продукції
- Тести і дослідження
- Аналіз стану друкованих плат
- Ремонт електроніки
- Освіта та навчання (вивчення природничих наук, біології, хімії)
- Хобі та інтереси (робота з дрібними деталями і елементами)
- Колекціонування (монети, ювелірні вироби, штампи, і інше)
- Дослідження тканин
- Медицина (аналіз стану шкіри, зубів, та ін.)

## Принципи мікроскопії та базова класифікація
Мікроскопи поділяють на три основні групи: оптичні, електронні та сканувальні зондові.
Оптичні мікроскопи працюють за рахунок фокусування, дифракції і відбиття електромагнітних хвиль видимого діапазону на препараті. Різновидами оптичної мікроскопії є флуоресцентна, конфокальна, багатофотонна мікроскопія.
Електронний мікроскоп побудований на тому самому принципі, тільки замість світлових хвиль використовуються потоки електронів із значно меншою довжиною хвилі, що дозволяє спостерігати об'єкти розміром менше ніж 0,2 мікрометри. Розрізняють сканувальні та трансмісійні електронні мікроскопи. Сканувальний, або растровий електронний мікроскоп дає менше розділення (до 0,4 нанометра), але дозволяє створити тривимірне зображення поверхні досліджуваного об'єкту. Перевагою цих мікроскопів є широкий діапазон збільшення: від 10-кратного до 500 000 разів, що дозволяє створювати зображення як відносно великих, так і дуже дрібних об'єктів. Такі можливості досягаються за допомогою застосування точкового пучка електронів, який рухається по препарату, з наступним збиранням зображення поточково.
Сканувальні зондові мікроскопи використовують фізичний зонд, який рухається по поверхні зразка. Зонди являють собою тонкий щуп, приєднаний до детектору, який за допомогою вимірювання різних фізичних взаємодій (ефект квантового тунелювання, ємність, різниця потенціалів, п'єзоефект, магнітне поле, сили Ван дер Ваальса тощо) поточково сканує поверхню. В залежності від типу взаємодій існує декілька десятків різновидів сканувальних зондових мікроскопів. Тунельний мікроскоп має роздільну здатність у десяті й соті частини нанометру, що дозволяє отримувати зображення окремих атомів у кристалічній ґратці твердого тіла. Його детектор визначає струми тунелювання, що виникають між зондом і атомами зразка. Атомний силовий мікроскоп є вдосконаленням тунельного і здатен вимірювати значну кількість механічних і магнітних взаємодій, які здійснює зонд. Роздільна здатність атомно-силової мікроскопії також сягає розмірів окремих атомів.

### Загальна інформація
- nOOpia Microscopy & photomicrography
- Microscope.com Education center — освітній портал з мікроскопічного обладнання і технології. (англ.)
- Bwcon award: world´s fastest superresolution microscope as best business idea
- GFP Superresolution (PDF file; 330 kB)
- Olympus Microscopy Resource Center (website critique)
- Nikon MicroscopyU
- Andor Microscopy Techniques
- Carl Zeiss «Microscopy from the very beginning»
- Microscopy in Detail
- Microscopy Information
- WITec SNOM System
- Manawatu Microscopy
- Audio microscope glossary
- Molecular Expressions — захопливий світ оптичної мікроскопії. (англ.)
- Eye of science — фотостудія наукової мікрофотографії. (англ.) (нім.)

### Технічне забезпечення
- Ratio-metric Imaging Applications For Microscopes Examples of Ratiometric Imaging Work on a Microscope
- Interactive Fluorescence Dye and Filter Database Carl Zeiss Interactive Fluorescence Dye and Filter Database.
- Images formed by simple microscopes — examples of observations with single-lens microscopes.
- (англ.) AmScop[недоступне посилання з липня 2019] — провідна американська компанія обладнання для мікроскопії.
- (рос.) ПАО Стеклоприбор — обладнання для мікроскопії.

### Організації
- Royal Microscopical Society (RMS)
- Microscopy Society of America (MSA)
- European Microscopy Society (EMS)
- Non-membership International online organisation (Mic-UK)